# Hongkong op de Olympische Zomerspelen 2024
Hongkong nam deel aan de Olympische Zomerspelen 2024 in Parijs, Frankrijk.

## Medailleoverzicht
| Medaille | Naam            | Sport    | Onderdeel            | Datum        |
| -------- | --------------- | -------- | -------------------- | ------------ |
| Goud     | Vivian Kong     | Schermen | Degen (v)            | 27 juli 2024 |
| Goud     | Cheung Ka-long  | Schermen | Floret (m)           | 29 juli 2024 |
|          |                 |          |                      |              |
| Brons    | Siobhán Haughey | Zwemmen  | 200 m Vrije slag (v) | 28 juli 2024 |
| Brons    | Siobhán Haughey | Zwemmen  | 100 m Vrije slag (v) | 31 juli 2024 |

## Aantal deelnemers
Hieronder volgt een overzicht van de atleten die zich kwalificeerden voor de Olympische Zomerspelen van 2024.
| Sport       | Mannen | Vrouwen | Totaal |
| ----------- | ------ | ------- | ------ |
| Atletiek    | 1      | 0       | 1      |
| Badminton   | 2      | 4       | 6      |
| Gymnastiek  | 1      | 0       | 1      |
| Judo        | 0      | 1       | 1      |
| Roeien      | 1      | 0       | 1      |
| Schermen    | 2      | 2       | 4      |
| Taekwondo   | 1      | 0       | 1      |
| Tafeltennis | 1      | 3       | 4      |
| Triatlon    | 1      | 0       | 1      |
| Wielersport | 1      | 1       | 2      |
| Zeilen      | 4      | 1       | 5      |
| Zwemmen     | 1      | 6       | 7      |
| Totaal      | 16     | 18      | 34     |

## Deelnemers en resultaten

### Atletiek

#### Loopnummers
Mannen
| Atleet             | Onderdeel | Voorronde | Voorronde | Series         | Series         | Herkansingen | Herkansingen | Halve finale   | Halve finale   | Finale         | Finale         |
| Atleet             | Onderdeel | Tijd      | Rang      | Tijd           | Rang           | Tijd         | Rang         | Tijd           | Rang           | Tijd           | Rang           |
| ------------------ | --------- | --------- | --------- | -------------- | -------------- | ------------ | ------------ | -------------- | -------------- | -------------- | -------------- |
| Felix Chun Hei Diu | 100 m     | 10,62     | 4         | Niet geplaatst | Niet geplaatst | n.v.t.       | n.v.t.       | Niet geplaatst | Niet geplaatst | Niet geplaatst | Niet geplaatst |

### Badminton
Mannen
| atleet        | onderdeel | groepsfase                   | groepsfase           | groepsfase           | groepsfase | eliminatie           | kwartfinale          | halve finale         | finale / BM          | finale / BM    |
| atleet        | onderdeel | tegenstander uitslag         | tegenstander uitslag | tegenstander uitslag | rang       | tegenstander uitslag | tegenstander uitslag | tegenstander uitslag | tegenstander uitslag | rang           |
| ------------- | --------- | ---------------------------- | -------------------- | -------------------- | ---------- | -------------------- | -------------------- | -------------------- | -------------------- | -------------- |
| Lee Cheuk Yiu | enkelspel | Garrido W 21-5, 15-21, 21-17 | Chou V 18-21, 13-21  | n.v.t.               | 2          | niet geplaatst       | niet geplaatst       | niet geplaatst       | niet geplaatst       | niet geplaatst |

Vrouwen
| atleet                       | onderdeel  | groepsfase                               | groepsfase                          | groepsfase               | groepsfase | eliminatie           | kwartfinale          | halve finale         | finale / BM          | finale / BM    |
| atleet                       | onderdeel  | tegenstander uitslag                     | tegenstander uitslag                | tegenstander uitslag     | rang       | tegenstander uitslag | tegenstander uitslag | tegenstander uitslag | tegenstander uitslag | rang           |
| ---------------------------- | ---------- | ---------------------------------------- | ----------------------------------- | ------------------------ | ---------- | -------------------- | -------------------- | -------------------- | -------------------- | -------------- |
| Lo Sin Yan                   | enkelspel  | Vieira V 19-21, 14-21                    | Katethong V 14-21, 9-21             | n.v.t.                   | 3          | niet geplaatst       | niet geplaatst       | niet geplaatst       | niet geplaatst       | niet geplaatst |
| Yeung Nga Ting Yeung Pui Lam | dubbelspel | G. Stoeva - Stoeva V 11-21, 23-21, 15-21 | A. Xu - K. Xu W 24-22, 17-21, 21-12 | Liu - Tan V 18-21, 15-21 | 3          | n.v.t.               | niet geplaatst       | niet geplaatst       | niet geplaatst       | niet geplaatst |

Gemengd
| atleet                      | onderdeel  | groepsfase              | groepsfase                                 | groepsfase               | groepsfase | kwartfinale                       | halve finale         | finale / BM          | finale / BM    |
| atleet                      | onderdeel  | tegenstander uitslag    | tegenstander uitslag                       | tegenstander uitslag     | rang       | tegenstander uitslag              | tegenstander uitslag | tegenstander uitslag | rang           |
| --------------------------- | ---------- | ----------------------- | ------------------------------------------ | ------------------------ | ---------- | --------------------------------- | -------------------- | -------------------- | -------------- |
| Tang Chun Man Tse Ying Suet | dubbelspel | Ye - Lee W 21-13, 21-13 | Watanabe - Higashino V 17-21, 21-14, 18-21 | Chirstiansen - Bøje W TT | 2 Q        | Seo S-j - Chae Y-j V 15-21, 10-21 | niet geplaatst       | niet geplaatst       | niet geplaatst |

### Gymnastiek

#### Turnen
Mannen
| atleet        | onderdeel | kwalificatie | kwalificatie | kwalificatie | kwalificatie | kwalificatie | kwalificatie | kwalificatie | kwalificatie | finale  | finale  | finale  | finale         | finale  | finale  | finale | finale         |
| atleet        | onderdeel | toestel      | toestel      | toestel      | toestel      | toestel      | toestel      | totaal       | positie      | toestel | toestel | toestel | toestel        | toestel | toestel | totaal | positie        |
| atleet        | onderdeel | vloer        | voltige      | ringen       | sprong       | brug         | rekstok      | totaal       | positie      | vloer   | voltige | ringen  | sprong         | brug    | rekstok | totaal | positie        |
| ------------- | --------- | ------------ | ------------ | ------------ | ------------ | ------------ | ------------ | ------------ | ------------ | ------- | ------- | ------- | -------------- | ------- | ------- | ------ | -------------- |
| Shek Wai Hung | sprong    | n.v.t.       | n.v.t.       | n.v.t.       | 14,099       | n.v.t.       | n.v.t.       | n.v.t.       | 14           | n.v.t.  | n.v.t.  | n.v.t.  | niet geplaatst | n.v.t.  | n.v.t.  | n.v.t. | niet geplaatst |

### Judo
Vrouwen
| atleet      | onderdeel | eerste ronde         | tweede ronde         | kwartfinale          | halve finale         | herkansing           | finale / BM          | finale / BM    |
| atleet      | onderdeel | tegenstander uitslag | tegenstander uitslag | tegenstander uitslag | tegenstander uitslag | tegenstander uitslag | tegenstander uitslag | rang           |
| ----------- | --------- | -------------------- | -------------------- | -------------------- | -------------------- | -------------------- | -------------------- | -------------- |
| Wong Ka Lee | −48 kg    | Tanze V 00 - 10      | niet geplaatst       | niet geplaatst       | niet geplaatst       | niet geplaatst       | niet geplaatst       | niet geplaatst |

### Roeien
Mannen
| atleet        | onderdeel | series  | series | herkansingen | herkansingen | kwartfinale | kwartfinale | halve finale | halve finale | finale  | finale |
| atleet        | onderdeel | tijd    | rang   | tijd         | rang         | tijd        | rang        | tijd         | rang         | tijd    | rang   |
| ------------- | --------- | ------- | ------ | ------------ | ------------ | ----------- | ----------- | ------------ | ------------ | ------- | ------ |
| Chiu Hin Chun | skiff     | 7.00,29 | 4 H    | 7.12,94      | 2 Q          | 7.13,70     | 6 HC/D      | 7.03,68      | 5 FD         | 6.56,65 | 20     |

Legenda: FA=finale A (medailles); FB=finale B (geen medailles); FC=finale C (geen medailles); FD=finale D (geen medailles); FE=finale E (geen medailles); FF=finale F (geen medailles); HA/B=halve finale A/B; HC/D=halve finale C/D; HE/F=halve finale E/F; KF=kwartfinale; H=herkansing

### Schermen
Mannen
| atleet         | onderdeel | eerste ronde         | tweede ronde         | derde ronde          | kwartfinale          | halve finale         | finale / BM          | finale / BM    |
| atleet         | onderdeel | tegenstander uitslag | tegenstander uitslag | tegenstander uitslag | tegenstander uitslag | tegenstander uitslag | tegenstander uitslag | rang           |
| -------------- | --------- | -------------------- | -------------------- | -------------------- | -------------------- | -------------------- | -------------------- | -------------- |
| Ho Wai Hang    | degen     | bye                  | Yamada V 9 - 15      | niet geplaatst       | niet geplaatst       | niet geplaatst       | niet geplaatst       | niet geplaatst |
| Cheung Ka Long | floret    | bye                  | Gu W 15 - 5          | Mo Z W 15 - 10       | Lefort W 15 - 14     | Iimura W 15 - 11     | Macchi W 15 - 14     | Goud           |

Vrouwen
| atleet      | onderdeel | eerste ronde         | tweede ronde         | derde ronde          | kwartfinale          | halve finale         | finale / BM            | finale / BM    |
| atleet      | onderdeel | tegenstander uitslag | tegenstander uitslag | tegenstander uitslag | tegenstander uitslag | tegenstander uitslag | tegenstander uitslag   | rang           |
| ----------- | --------- | -------------------- | -------------------- | -------------------- | -------------------- | -------------------- | ---------------------- | -------------- |
| Vivian Kong | degen     | bye                  | Hussein W 15 - 11    | Husisian W 15 - 12   | Kryvytska W 15 - 7   | Differt W 15 - 11    | Mello-Breton W 13 - 12 | Goud           |
| Daphne Chan | floret    | bye                  | Azuma W 15 - 14      | Sauer V 8 - 15       | niet geplaatst       | niet geplaatst       | niet geplaatst         | niet geplaatst |

### Taekwondo
Lo Wai Fung kwalificeerde zich voor de spelen, door de herverdeling van de quotaplaats van Ali Reza Abbasi (nadat Ali er niet in slaagde zich te nomineren voor het Olympische vluchtelingenteam) op het Aziatische kwalificatietoernooi van 2024 in Tai'an , China. Dit is de eerste keer dat Hong Kong een atleet kwalificeert voor een Taekwondo-classificatie-evenement.
Mannen
| atleet      | onderdeel | kwalificatie           | eerste ronde         | kwartfinale          | halve finale         | herkansing           | finale / BM          | finale / BM |
| atleet      | onderdeel | tegenstander uitslag   | tegenstander uitslag | tegenstander uitslag | tegenstander uitslag | tegenstander uitslag | tegenstander uitslag | rang        |
| ----------- | --------- | ---------------------- | -------------------- | -------------------- | -------------------- | -------------------- | -------------------- | ----------- |
| Lo Wai Fung | -68 kg    | EOR Al Ghotany W 2 - 0 | Rashitov V 0 - 2     | niet geplaatst       | niet geplaatst       | Liang Y V 0 - 2      | niet geplaatst       | =7          |

### Tafeltennis
Mannen
| atleet         | onderdeel | voorronde            | eerste ronde         | tweede ronde         | derde ronde          | kwartfinale          | halve finale         | finale / BM          | finale / BM    |
| atleet         | onderdeel | tegenstander uitslag | tegenstander uitslag | tegenstander uitslag | tegenstander uitslag | tegenstander uitslag | tegenstander uitslag | tegenstander uitslag | rang           |
| -------------- | --------- | -------------------- | -------------------- | -------------------- | -------------------- | -------------------- | -------------------- | -------------------- | -------------- |
| Wong Chun-ting | enkelspel | bye                  | Diaw W 4 - 3         | Fan Z V 1 - 4        | niet geplaatst       | niet geplaatst       | niet geplaatst       | niet geplaatst       | niet geplaatst |

Vrouwen
| atleet                                | onderdeel | voorronde            | eerste ronde         | tweede ronde         | derde ronde          | kwartfinale          | halve finale         | finale / BM          | finale / BM    |
| atleet                                | onderdeel | tegenstander uitslag | tegenstander uitslag | tegenstander uitslag | tegenstander uitslag | tegenstander uitslag | tegenstander uitslag | tegenstander uitslag | rang           |
| ------------------------------------- | --------- | -------------------- | -------------------- | -------------------- | -------------------- | -------------------- | -------------------- | -------------------- | -------------- |
| Doo Hoi Kem                           | enkelspel | bye                  | Pyon V 1 - 4         | niet geplaatst       | niet geplaatst       | niet geplaatst       | niet geplaatst       | niet geplaatst       | niet geplaatst |
| Zhu Chengzhu                          | enkelspel | bye                  | Chien W 4 - 0        | Hirano V 0 - 4       | niet geplaatst       | niet geplaatst       | niet geplaatst       | niet geplaatst       | niet geplaatst |
| Doo Hoi Kem Lee Ho Ching Zhu Chengzhu | team      | n.v.t.               | n.v.t.               | n.v.t.               | Zweden V 2 - 3       | niet geplaatst       | niet geplaatst       | niet geplaatst       | niet geplaatst |

Gemengd
| atleet                     | onderdeel  | eerste ronde              | kwartfinale           | halve finale             | finale / BM                | finale / BM |
| atleet                     | onderdeel  | tegenstander uitslag      | tegenstander uitslag  | tegenstander uitslag     | tegenstander uitslag       | rang        |
| -------------------------- | ---------- | ------------------------- | --------------------- | ------------------------ | -------------------------- | ----------- |
| Wong Chun-ting Doo Hoi Kem | dubbelspel | Ecseki - Madarász W 4 - 1 | Robles - Xiao W 4 - 2 | Ri J-s - Kim K-y V 3 - 4 | Lim J-h - Shin Y-b V 0 - 4 | 4           |

### Triatlon
Individueel
| Atleet            | Evenement | Zwemmen(1.5 km) | Rang 1 | Fietsen (40 km) | Rang 2 | Lopen(10 km) | Totaal Tijd | Ranking |
| ----------------- | --------- | --------------- | ------ | --------------- | ------ | ------------ | ----------- | ------- |
| Jason Ng Tai Long | Mannen    | 24.06           | 53     | DNF             | DNF    | DNF          | DNF         | DNF     |

### Wielersport

#### Baanwielrennen
Omnium
| atleet       | onderdeel        | scratchrace | scratchrace | temporace | temporace | afvalrace | afvalrace | puntenrace | puntenrace | totaal punten | rang |
| atleet       | onderdeel        | rang        | punten      | rang      | punten    | rang      | punten    | rang       | punten     | totaal punten | rang |
| ------------ | ---------------- | ----------- | ----------- | --------- | --------- | --------- | --------- | ---------- | ---------- | ------------- | ---- |
| Lee Sze Wing | omnium (vrouwen) | 19          | 4           | 13        | 16        | 18        | 6         | 19         | 0          | 20            | 26   |

#### Wegwielrennen
Mannen
| atleet      | onderdeel    | tijd | rang |
| ----------- | ------------ | ---- | ---- |
| Lau Wan Yau | wegwedstrijd | DNF  | DNF  |

Vrouwen
| atleet       | onderdeel    | tijd    | rang |
| ------------ | ------------ | ------- | ---- |
| Lee Sze Wing | wegwedstrijd | 4.10.47 | 64   |

### Zeilen
Mannen
| atleet          | onderdeel | voorrondes | voorrondes | voorrondes | voorrondes | voorrondes | voorrondes | voorrondes | voorrondes | voorrondes | voorrondes | voorrondes | voorrondes | voorrondes | voorrondes | voorrondes  | voorrondes  | voorrondes  | voorrondes  | voorrondes  | voorrondes  | voorrondes | voorrondes | kwartfinale    | halve finale   | finale         |
| atleet          | onderdeel | 1          | 2          | 3          | 4          | 5          | 6          | 7          | 8          | 9          | 10         | 11         | 12         | 13         | 14         | 15          | 16          | 17          | 18          | 19          | 20          | tot.       | rang       | kwartfinale    | halve finale   | finale         |
| --------------- | --------- | ---------- | ---------- | ---------- | ---------- | ---------- | ---------- | ---------- | ---------- | ---------- | ---------- | ---------- | ---------- | ---------- | ---------- | ----------- | ----------- | ----------- | ----------- | ----------- | ----------- | ---------- | ---------- | -------------- | -------------- | -------------- |
| Cheng Ching Yin | IQFoil    | 6          | 5          | 15         | 5          | 10         | 17         | 18         | 7          | 21         | 17         | 14         | 25         | 15         | 10         | geannuleerd | geannuleerd | geannuleerd | geannuleerd | geannuleerd | geannuleerd | 139        | 14         | niet geplaatst | niet geplaatst | niet geplaatst |

| atlete                        | onderdeel | race | race | race | race | race | race | race | race | race        | race        | race   | race   | race           | netto punten | eindnotering |
| atlete                        | onderdeel | 1    | 2    | 3    | 4    | 5    | 6    | 7    | 8    | 9           | 10          | 11     | 12     | M;             | netto punten | eindnotering |
| ----------------------------- | --------- | ---- | ---- | ---- | ---- | ---- | ---- | ---- | ---- | ----------- | ----------- | ------ | ------ | -------------- | ------------ | ------------ |
| Akira Sakai Russell Alysworth | 49er      | 17   | 12   | 19   | 19   | 14   | 12   | 20   | 20   | 14          | 18          | 9      | 18     | niet geplaatst | 172          | 20           |
| Nicholas Halliday             | ILCA 7    | 35   | 14   | 35   | 16   | 18   | 6    | 15   | 32   | geannuleerd | geannuleerd | n.v.t. | n.v.t. | niet geplaatst | 136          | 24           |

Vrouwen
| atleet        | onderdeel | voorrondes | voorrondes | voorrondes | voorrondes | voorrondes | voorrondes | voorrondes | voorrondes | voorrondes | voorrondes | voorrondes | voorrondes | voorrondes | voorrondes  | voorrondes  | voorrondes  | voorrondes  | voorrondes  | voorrondes  | voorrondes  | voorrondes | voorrondes | kwartfinale    | halve finale   | finale         |
| atleet        | onderdeel | 1          | 2          | 3          | 4          | 5          | 6          | 7          | 8          | 9          | 10         | 11         | 12         | 13         | 14          | 15          | 16          | 17          | 18          | 19          | 20          | tot.       | rang       | kwartfinale    | halve finale   | finale         |
| ------------- | --------- | ---------- | ---------- | ---------- | ---------- | ---------- | ---------- | ---------- | ---------- | ---------- | ---------- | ---------- | ---------- | ---------- | ----------- | ----------- | ----------- | ----------- | ----------- | ----------- | ----------- | ---------- | ---------- | -------------- | -------------- | -------------- |
| Ma Kwan Ching | IQFoil    | 20         | 14         | 7          | 25         | 14         | 9          | 1          | 10         | 7          | 5          | 5          | 19         | 15         | geannuleerd | geannuleerd | geannuleerd | geannuleerd | geannuleerd | geannuleerd | geannuleerd | 106        | 13         | niet geplaatst | niet geplaatst | niet geplaatst |

### Zwemmen
Mannen
| atleet | onderdeel        | series | series | halve finale   | halve finale   | finale         | finale         |
| atleet | onderdeel        | tijd   | rang   | tijd           | rang           | tijd           | rang           |
| ------ | ---------------- | ------ | ------ | -------------- | -------------- | -------------- | -------------- |
| Ian Ho | 50 m vrije slag  | 22,12  | 24     | niet geplaatst | niet geplaatst | niet geplaatst | niet geplaatst |
| Ian Ho | 100 m vrije slag | 51,46  | 55     | niet geplaatst | niet geplaatst | niet geplaatst | niet geplaatst |

Vrouwen
| atlete                                               | onderdeel          | series  | series | halve finale   | halve finale   | finale         | finale         |
| atlete                                               | onderdeel          | tijd    | rang   | tijd           | rang           | tijd           | rang           |
| ---------------------------------------------------- | ------------------ | ------- | ------ | -------------- | -------------- | -------------- | -------------- |
| Cindy Cheung                                         | 100 m rugslag      | 1.03,45 | 29     | niet geplaatst | niet geplaatst | niet geplaatst | niet geplaatst |
| Cindy Cheung                                         | 200 m rugslag      | 2.17,32 | 26     | niet geplaatst | niet geplaatst | niet geplaatst | niet geplaatst |
| Siobhán Haughey                                      | 100 m vrije slag   | 53,02   | 2 Q    | 52,64          | 1 Q            | 52,33          | Brons          |
| Siobhán Haughey                                      | 200 m vrije slag   | 1.56,38 | 5 Q    | 1.55,51        | 4 Q            | 1.54,55        | Brons          |
| Tam Hoi Lam Camille Cheng Stephanie Au Natalie Kan   | 4x100 m vrije slag | 3.42,42 | 15     | n.v.t.         | n.v.t.         | niet geplaatst | niet geplaatst |
| Stephanie Au Siobhán Haughey Natalie Kan Tam Hoi Lam | 4x100 m wisselslag | 4.03,56 | 13     | n.v.t.         | n.v.t.         | niet geplaatst | niet geplaatst |